# Éric II de Brunswick-Calenberg-Göttingen
Pour les articles homonymes, voir Éric II.
Éric II (10 août 1528, Dassel – 17 novembre 1584, Pavie), dit « le Jeune » (der Jüngere), est duc de Brunswick-Lunebourg de 1540 à sa mort et règne sur la principauté de Calenberg à compter de 1545. Depuis 1495, la principauté de Göttingen était incorporée à celle de Calenberg.

## Biographie
Il est le fils d'Éric Ier et d'Élisabeth de Brandebourg. Lorsque son père meurt, il n'a que douze ans et sa mère exerce la régence. Elle introduit la Réforme dans ses États et fait convertir ses enfants mais après à sa majorité, en 1547, Éric II retourne au catholicisme, au grand déplaisir de sa mère.
En 1546-1547, il participe à la guerre de Schmalkalden du côté de l'empereur. Après avoir assiégé sans succès la ville de Brême, il est vaincu par les troupes de la ligue de Smalkalde à la bataille de Drakenburg (23 mai 1547).

### Premier mariage
Le 17 mai 1545, Éric épouse à Hann, Sidonie de Saxe (1518 † 1575), fille du duc Henri de Saxe, son aînée de 10 ans, sans la pompe habituelle. 
Leur union commence sous les meilleurs auspices : en effet, Eric était fiancé à Agnès de Hesse et alors que le mariage était en cours de négociation à la cour de Cassel, il rencontre Sidonie, dont il tombe amoureux, rompant ses fiançailles. Le père d'Agnès, le landgrave Philippe Ier, prédit alors que "toutes sortes de choses vont se produire dans ce mariage une fois la période amoureuse terminée". 
Deux ans plus tard, Eric se reconvertit au catholicisme tandis que Sidonie reste fidèle à la foi luthérienne, en dépit des supplications de son mari. Le couple connaît des déboires financiers et n'a pas d'enfants. Leur relation prend alors un tour particulièrement tendu et le conflit entre les époux culmine avec les soupçons de Sidonie, qui craint que son mari n'essaie de l'empoisonner : un marchand génois aurait déclaré au frère de Sidonie, Auguste de Saxe, qu'Eric lui aurait "commandé du poison, au motif que lui-même était chrétien et sa femme luthérienne, et qu'il valait mieux détruire une femme que 20 000 personnes". 

### Dégradation de la relation de couple
Eric prend alors une maîtresse en la personne de la baronne Katharina von Weldam, qu'il installe avec lui au château de Calenberg à partir de 1563 et qui lui donnera deux enfants :
- Guillaume, baron de Lysfelt († jeune en 1585) ;
- Katharina, baronne de Lysfelt et Harem (1564 † 1606), qui épousera secrètement Giovanni Andrea Doria, veuf de Zanobia del Carretto.

Sidonie se voit désormais refuser l'accès au château, ayant déclaré que si "cette putain venait dans sa maison, elle lui couperait le nez et lui arracherait un œil". À partir de 1564, celle-ci, virtuellement assignée à résidence, en appelle à son frère et à l'empereur, qui envoie des conseillers pour tenter, sans succès, d'obtenir un compromis avec le duc. 

### Accusations de sorcellerie
En 1564, ce dernier tombe gravement malade et l'on soupçonne un empoisonnement. Quatre femmes accusées de sorcellerie sont ainsi brûlées à Neustadt am Rübenberge. 
En 1570, une médiation menée par l'empereur, l'Électeur de Saxe et le duc Jules de Brunswick-Wolfenbüttel débouche sur un accord qui attribue le château de Calenberg à Sidonie mais Eric ne le respecte pas.
Le 30 mars 1572, le duc Eric réunit quelques conseillers, des nobles et des envoyés des villes de Hanovre et Hamelin au château de Landestrost à Neustadt et accuse Sidonie de sorcellerie et de tentative de meurtre contre sa personne. Il présente des preuves obtenues sous la torture des quatre femmes exécutées huit ans plus tôt. Sidonie demande alors à l'empereur Maximilien II la révision du procès. Elle quitte Calenberg en secret pour se rendre à Vienne et parvient à convaincre Maximilien que l'enquête devrait être conduite à la cour impériale. Toutefois, il décide de placer l'affaire entre les mains des ducs Jules de Brunswick et Guillaume le Jeune de Brunswick-Lüneburg. Le 17 décembre 1573, l'affaire est présentée à Halberstadt à la cour, devant un large public. Tous les témoins retirent leurs déclarations contre Sidonie et le 1er janvier 1574, la duchesse est acquittée. 

### Le monastère de Weißenfels
Sidonie repart de Vienne en octobre 1572 pour se rendre à Dresde chez son frère et sa belle-sœur. En compensation pour le château de Calenberg et l'argenterie confisqués par le duc Eric, elle reçoit, au bout de longues négociations, une compensation financière et une pension à vie. L'Électeur Auguste lui donnera par ailleurs le monastère des clarisses de Weißenfels, avec tous ses revenus. Sidonie y vivra jusqu'à sa mort en 1575.

### Deuxième mariage
Veuf, Eric se remarie en 1575 avec Dorothée (1545 † 1621), fille du duc François Ier de Lorraine et de Christine de Danemark. 
Les deux mariages sont stériles. 
Eric n'apprécie pas de vivre dans sa principauté appauvrie et continue de voyager à travers l'Europe avec sa seconde femme. En 1581, il achète le magnifique palais Ca' Vendramin Calergi à Venise pour 50,000 ducats, qu'il emprunte. Il y donnera de somptueux dîners à la noblesse vénitienne.  
À la mort d'Éric, survenue à Pavie en 1584, la principauté de Calenberg-Göttingen revient à son cousin, Jules de Brunswick-Wolfenbüttel.